# Майк Бріггс (тенісист)
Майк Бріггс (англ. Mike Briggs; нар. 6 вересня 1968, Ньюпорт-Біч, Каліфорнія, США) — колишній американський тенісист.
Найвищу одиночну позицію світового рейтингу — 272 місце досяг 4 березня, 1991, парну — 37 місце — 22 березня, 1993 року.
Здобув 1 парний титул.
Найвищим досягненням на турнірах Великого шолома було 3 коло в парному та змішаному парному розрядах.

## Фінали Туру ATP

### Парний розряд: 1 (1–0)
| Результат | Ранг | Рік  | Турнір                         | Покриття | Партнер          | Суперники у фіналі             | Рахунок у фіналі |
| --------- | ---- | ---- | ------------------------------ | -------- | ---------------- | ------------------------------ | ---------------- |
| Перемога  | 1.   | 1992 | Тампа, Сполучені Штати Америки | Ґрунт    | Тревор Кронеманн | Луїс Маттар Андрій Ольховський | 7–6, 6–7, 6–4    |

## Титули на челленджерах

### Парний розряд: (4)
| Ранг | Рік  | Турнір              | Покриття | Партнер          | Суперники у фіналі                 | Рахунок у фіналі |
| ---- | ---- | ------------------- | -------- | ---------------- | ---------------------------------- | ---------------- |
| 1.   | 1990 | Джакарта, Індонезія | Тверде   | Девід Гаркнесс   | Лінь Бінчжао Сухар'яді Сухар'яді   | 6–2, 7–6         |
| 2.   | 1991 | Джакарта, Індонезія | Тверде   | Тревор Кронеманн | Джон Салліван Вінсент ван Ґелдерен | 5–7, 6–3, 7–5    |
| 3.   | 1991 | Сінгапур            | Тверде   | Тревор Кронеманн | Девід Адамс Скотт Патрідж          | 6–3, 6–4         |
| 4.   | 1992 | Агадір, Марокко     | Ґрунт    | Тревор Кронеманн | Пер Генрікссон Ула Юнссон          | 6–1, 6–1         |